# Залізничне (Пологівський район)
Залізни́чне — селище Пологівського району Запорізької області. Населення становило 38 осіб станом на квітень 2023 року. Орган місцевого самоврядування — Залізнична селищна рада.

## Географічне розташування
Селище міського типу Залізничне знаходиться на відстані 2 км від села Староукраїнка та за 4 км від міста Гуляйполе. Через селище проходять автомобільна дорога Т 0814 та залізниця, станція Гуляйполе. На південно-східній околиці селища
бере початок балка Непхай.

## Походження назви
На території України 13 населених пунктів з назвою Залізничне.

## Історія
- В 1898 році побудована залізнична станція.
- 1937 — дата заснування як села 20 -річчя Жовтня.
- В 1960 році перейменоване в смт Залізничне.
- 12 червня 2020 року, відповідно до розпорядження Кабінету Міністрів України № 713-р «Про визначення адміністративних центрів та затвердження територій територіальних громад Запорізької області», увійшло до складу Гуляйпільської міської громади[3].
- 19 липня 2020 року, у результаті адміністративно-територіальної реформи та ліквідації Гуляйпільського району, селище увійшло до складу Пологівського району[4].
- 7 лютого 2023 року окупанти обстріляли селище[5]

## Населення

### Чисельність населення
| 1979 | 1989 | 2001 | 2016 |
| ---- | ---- | ---- | ---- |
| 1489 | 1069 | 1253 | 1115 |

### Мова
Розподіл населення за рідною мовою за даними перепису 2001 року:
| Мова            | Кількість | Відсоток |
| --------------- | --------- | -------- |
| українська      | 1111      | 93.13%   |
| російська       | 72        | 6.04%    |
| болгарська      | 1         | 0.08%    |
| вірменська      | 1         | 0.08%    |
| румунська       | 1         | 0.08%    |
| інші/не вказали | 7         | 0.59%    |
| Усього          | 1193      | 100%     |

## Об'єкти соціальної сфери
- Школа.
- Дитячий садочок.
- Фельдшерсько-акушерський пункт.